# Oligoryzomys
Oligoryzomys là một chi động vật có vú trong họ Cricetidae, bộ Gặm nhấm. Chi này được Bangs miêu tả năm 1900. Chúng được tìm thấy từ Mexico cho đến Tierra del Fuego, chi bao gồm khoảng 17 loài. Loài điển hình của chi này là Oryzomys navus Bangs, 1899 (= Hesperomys fulvescens Saussure, 1860).

## Phân loại
Chi Oligoryzomys được đặt trong phân họ Sigmodontinae thuộc họ Cricetidae. Chi được đề xuất đặt trong tông Oryzomyini đầu tiên bởi nhà động vật học Oldfield Thomas vào đầu thế kỷ 20. Chúng bao gồm các giống có một số đặc điểm về răng hàm trên và dưới, vòm miệng kéo dài qua răng khôn. Gần đây, qua phân tích phân tử và dữ liệu hình thái đã đặt chi vào nhánh Chordata, cùng với Neacomys, Microryzomys và Oreoryzomys.

## Đặc điểm
Chi này có các đặc điểm là mồm rộng, đuôi dài hơn đầu và chân sau rộng ngắn. Chúng là chi gặm nhấm có kích thước rất nhỏ, với chiều dài từ đầu đến thân là 70–110 mm (2,8–4,3 in), chiều dài đuôi từ 85–155 mm (3,3–6,1 in). Chúng có màu nâu xám hoặc nâu đỏ giống với các loài của chi Oryzomys về ngoại hình. Chúng khác với Oryzomys ở chỗ phần lớn chúng sống trên cạn thay vì bán thủy sinh và có đuôi dài hơn so với kích thước cơ thể của chúng. Con cái có bốn cặp tuyến vú. Mũi nhọn, tai tròn và đuôi thon dài không có lông.

## Sinh thái
Chúng sinh sống trong các khu rừng nhiệt đới, rừng khô, đồn điền, bụi rậm, đồng cỏ miền núi, chỗ đất nông nghiệp, trong vườn và nhà ở của con người. Chúng hoạt động về đêm và sống đơn độc, chủ yếu ăn các loại hạt giống, côn trùng và trái cây. Chúng có thể gây hại cho nông nghiệp, đặc biệt là các cánh đồng lúa.
Một số loài như O. flavescens và O. longicaudatus là vật chủ chính của một số hantavirus, tuy không gây hại cho chúng nhưng có thể gây bệnh cho con người.

## Hình ảnh

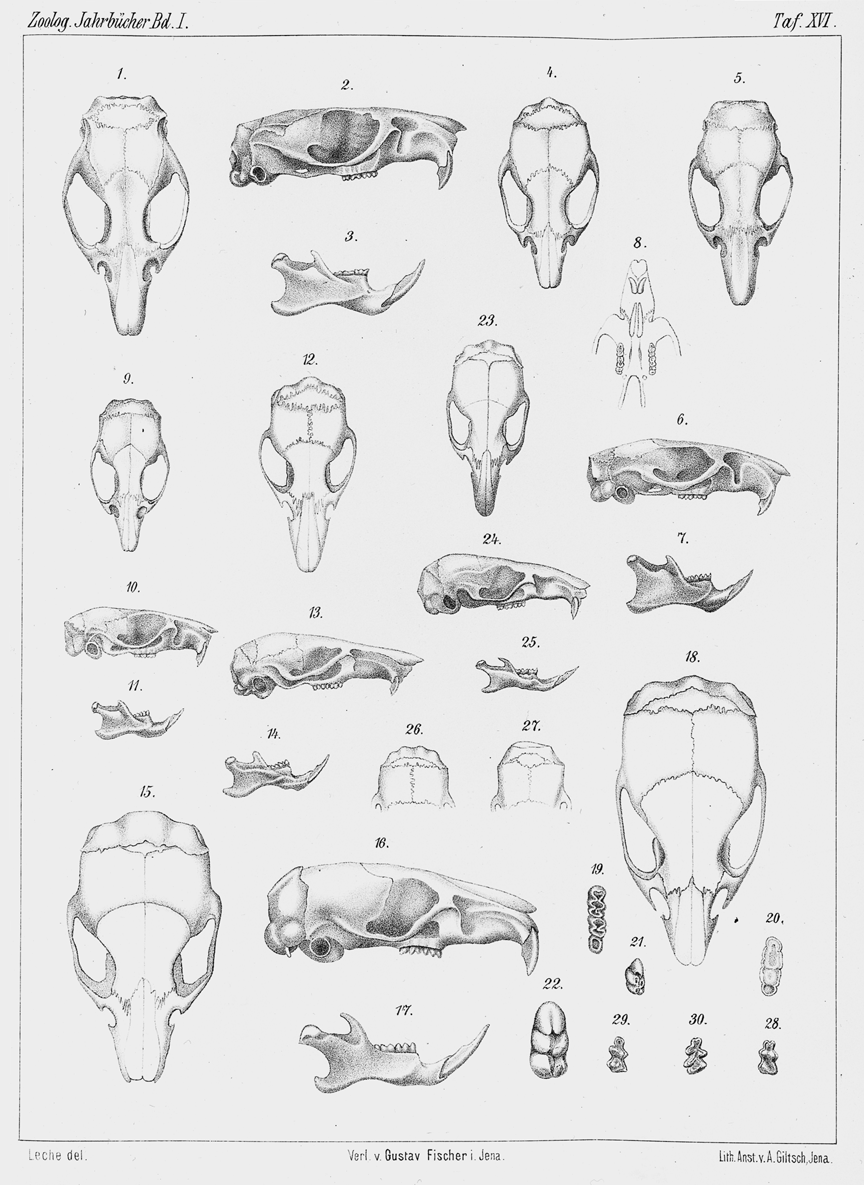